# Corydoras geryi
Corydoras geryi är en fiskart som beskrevs av Han Nijssen och Isbrücker, 1983. Corydoras geryi ingår i släktet Corydoras och familjen Callichthyidae. Inga underarter finns listade i Catalogue of Life.